# Smírčí kříž – u Findlaterova obelisku (Karlovy Vary)
Smírčí kříž se nachází v karlovarských lázeňských lesích na tzv. Staré slavkovské cestě poblíž Findlaterova obelisku nedaleko od mezistanice lanové dráhy na rozhlednu Dianu. V centrálním registru kamenných křížů je evidován pod č. 0005. Byl prohlášen kulturní památkou, památkově chráněn je od 3. února 1992, rejstř. číslo ÚSKP 19874/4-4760.

## Historie
Kříž stojí asi 20 m jižně od Findlaterova obelisku nedaleko stanice lanové dráhy Jelení skok při cestě od Myslivny na rozhlednu Diana v sedle pod Výšinou přátelství. Stanoviště na tzv. Staré slavkovské cestě je patrně původní.
Ke kříži se váže pověst o řeznickém tovaryši, který zde byl zabit býkem. Jiné prameny uvádějí loupežné přepadení slavkovského řezníka.

## Popis
Kříž o rozměrech 96x88x24 cm (výška–šířka–tloušťka) je v centrálním registru Společnosti pro výzkum kamenných křížů při Muzeu Aš evidován pod č. 0005.
Jedná se o robustní, hrubě opracovaný monolitický kříž z hrubozrnného pískovce. Je hodnocen jako klasický smírčí kříž ze sklonku středověku. Na jeho líci orientovaném k západu je v křížení ramen vyryto datum interpretované nejspíše 1567 nebo 1467, jisté jsou jen číslice 1, 6 a 7. Grafologicky lze uznat autentičnost data, ale nelze s jistotou říci, zda se shoduje s datem vzniku kříže.